# ایل سنجابی
ایل سنجابی (به کُردی: سنجاوی) یکی از ایل‌های کرد ایران در استان کرمانشاه است.

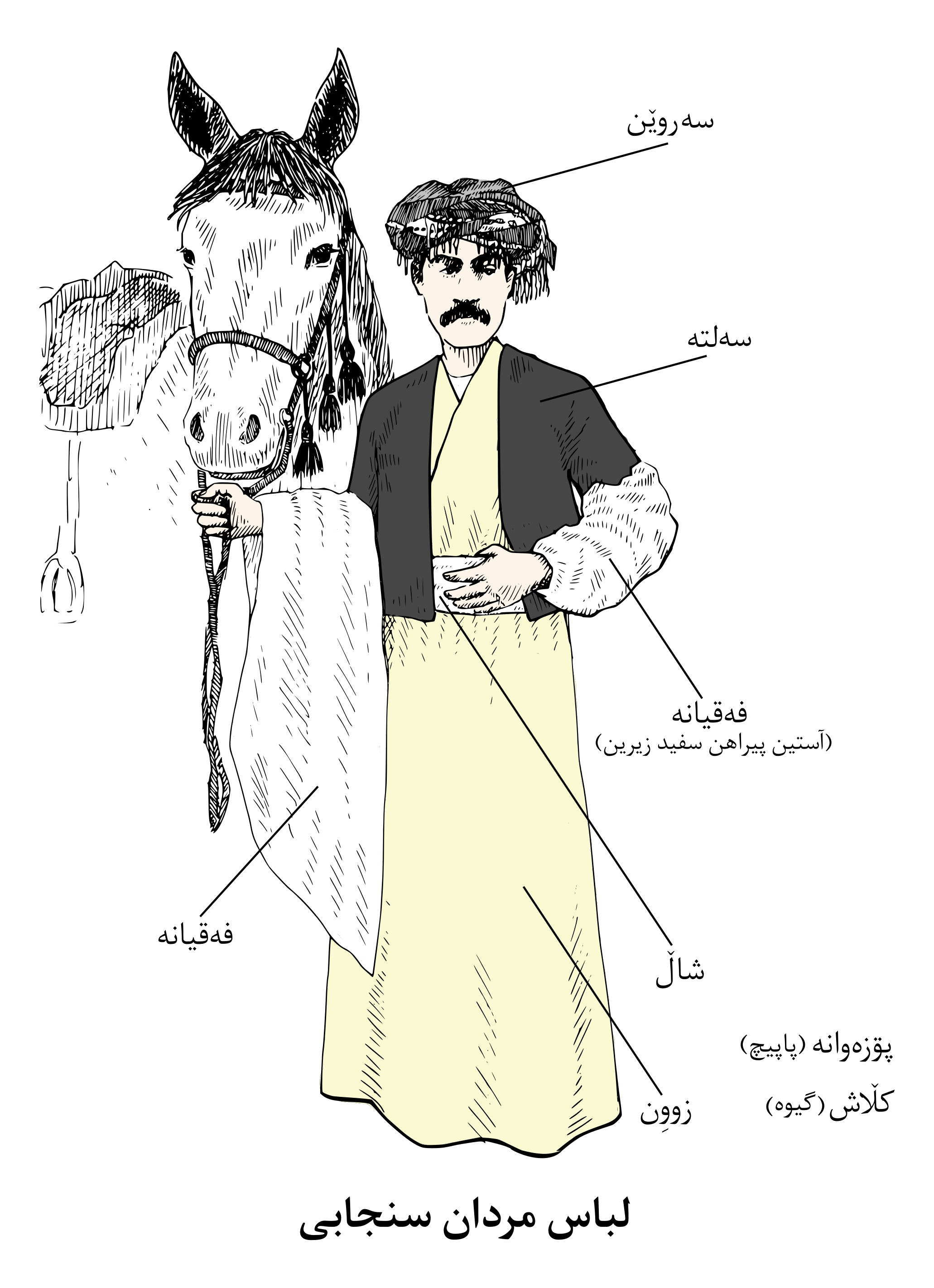
بخش‌های مختلف لباس مردان ایل سنجابی؛ بسته به فصل‌ها و موقعیت‌های مختلف، موارد دیگری نیز به این پوشش افزوده می‌شده‌است یا نحوه پوشش تغییر می‌کرده‌است (به عنوان مثال، فه‌قیانه بسته به فعالیتی که فرد می‌کرده باز بوده یا اینکه به دور دست بسته می‌شده یا از پشت هر دو فه‌قیانه به هم متصل می‌شده‌اند).

## محل زندگی
از مناطقی که این ایل کرد در کرمانشاه در آن حضور داشته یا دارند می‌توان به شهرهای دشت سنجابی، اسلام‌آباد غرب، قصرشیرین، دشت مایدشت کرمانشاه، ایلام و مناطقی از قزوین اشاره کرد. مناطقی از کشور کنونی عراق نیز در ایام قدیم جزء مناطق ایل سنجابی شمرده می‌شدند. بخشی از مردم سنجابی نیز در شهر خانقین در کردستان عراق در چند کیلومتری خسروی زندگی می‌کنند. محل سکونت ییلاقی یا به اصلاح سردسیری ایل سنجابی در ماهی‌دشت است که در لغت اصلا ماددشت بوده‌است. ماهی‌دشت جزء استان کرمانشاه است که به‌طور تقریبی از چهارفرسخی غرب شهر کرمانشاه شروع می‌شود و تا دوازده فرسخی آن ادامه دارد. یک بُعد دیگر آن از دامنهٔ کوه شاهو نزدیک روانسر آغاز و تا کاروانسرای ماهی‌دشت و تا پشت شهر شاه‌آباد کشیده می‌شود. این محل ییلاقی ایل سنجابی در حدود صدوشصت پارچه آبادی و ده در آن قرار دارد.
محل گرمسیری و قشلاقی ایل در زمان‌های پیش در خارج از مرز ایران و در مرز ایران از نزدیکی‌های قصر شیرین و نزدیکی‌های نفت‌خانه و محل نفت قصر شیرین بود که از آنجا شروع می‌شد و تا حدود قزل رباط و شهربان که الان جزو عراق هستند، ادامه پیدا می‌کرد.

## دلایل نام‌گذاری
ایل سنجابی سابقهٔ نبرد در برابر ارتش‌های روسیه تزاری، عثمانی و انگلستان را دارد. یکی از روایت‌ها در رابطه با نام این ایل نیز آن را به از یکی از جنگ‌هایی مربوط می‌کند که در آن شرکت داشته‌است؛ بنابراین روایت، افراد این ایل در نبرد ایران برای بازپس‌گیری هرات (اکنون در کشور افغانستان قرار دارد) در دوران قاجار، بالاپوشی از پوست سنجاب دربرداشته‌اند و از این رو با نام سنجابی‌ها معروف شده‌اند.
در ادبیات ایران نیز سنجاب پوش و سایر ترکیبات این واژه به چشم می‌خورد که به لباس گرانبها یا فرش گرانبها اشاره دارد و از البسه شاهان و افسران دوران کهن بوده‌است چنان‌که حافظ شیرازی در بیتی می‌گوید:
| خفته بر سنجاب شاهی، نازنینی را چه غم! |  | گر ز خار و خاره سازد بستر و بالین غریب |

روایت دیگری از وجه تسمیه ایل سنجابی، که به نظر صحیح می‌رسد، برگرفته از باورهای آیینی و فرهنگی مردم ایل است. بزرگان ایل سنجابی، انتساب نام رایج آن در زبان فارسی به پوششی با پوست سنجاب را نادرست می‌دانند و معتقدند کلمه سنجاۆی معرب سنگاۆی است به معنی "سنگ و آب". این تعبیر انطباق بیشتری با عقاید و رسم و رسوم مردم این ایل دارد. هم اکنون اقلیت ایل سنگاۆی در کردستان عراق با همین نام شناخته می‌شوند.
ایل سنجابی در جریان جنگ جهانی اول، به پشتیبانی از دولت موقت ملی نظام‌السلطنه و ملی‌گرایان همراه وی برخاستند و ضمن اعلام مخالفت با حضور و فعالیت سپاهیان دولت‌های انگلیس و روس، با نیروهای آلمانی و عثمانی همراه شدند. سنجابی‌ها، با توجه به قدرت رزمی در دفاع از منافع ملی و حیثیت ایرانی، در مقابل تجاوز روس‌ها و انگلیسی‌ها مقاومت کردند که فقدان دولت مقتدر مرکزی و عدم پشتیبانی رسمی از ایل سنجابی به شکست و پراکندگی سران این ایل منجر شد.

## تیره‌ها

### دلایل پیوستگی تیره‌ها
این ایل از ۱۷ طایفه تشکیل شده‌است و زندگی مردم آن بر حسب زندگی عشایری است. مهم‌ترین مسائل در زندگی اجتماعی عشایر قدیم چند مسئله بوده‌است:
- محل و مرتع مشترک برای چراگاه احشام و ترتیب تقسیم و توزیع ادواری آن بین طایفه‌های و تیره‌ها.
- مسئله خدمت سربازی بر حسب نبیچهٔ قدیم.
- دفاع از موجودیت ایل در برابر طایفه‌های دیگر.

برخی از مردم ایل سنجابی به مذهب اسلام (سنی و شیعه) و عده‌ای دیگر نیز به آیین یارسان اعتقاد دارند. مردمان این ایل به گویش‌های مختلفی از زبان کردی جنوبی صحبت می‌کنند.

### تیره‌های سنجابی
1. دولتمندان ( پابرجا،خسروی،فتاحی، مرادی، افسری و...)
2. صوفی (صوفی، عزیزی و…)
3. اللهیارخانی (آلای خانی)
4. کاکاونزگه (کاکی و نظر)
5. کوله (بهمنی، الماسی، آینه، سنجابی، طهماسبی و…)
6. باغی (باخی)
7. دارخور (اولادمیرزالی)
8. کُل‌کُل
9. بگم
10. جلیلوند (به لهجه محلی جِیله‌وَن)
11. سیمینوند (سیمینه‌ون)
12. چالابی (به لهجه محلی چالاوی)
13. سرخاوند
14. عباسوند (هواسه‌ون)
15. شامگه
16. پیرعلی (پیرالی)
17. اولادمیرزالی (میرزالی)